# 私立正義學園系列
私立正義學園是由卡普空推出的格鬥遊戲系列。1997年第一作《私立正義學園 英雄軍團》在街機上正式登場，之後移植到家用主機上。

## 故事大綱
199X年的日本，在全國各地高中發生多起神秘的暴行事件。為了要查出整個事件的真相，各校的學生們決定全體跳出來參與戰鬥，企圖破解幕後的陰謀。
沒有流浪的格鬥家們，只有這群高中生和他們所屬高中的教師們參與戰鬥。而作為本作特色的地方在於每個舞台都是位於國內，登場人物大多都是日本人（除太平高中的美國留學生外）。另外也有很多登場人物的外表和必殺技都展現出很搞笑的氣氛。

## 系列作品
- 《私立正義學園 英雄軍團》（街機版：1997年12月發行、PlayStation版：1998年7月30日）
- 《私立正義學園 熱血青春日記2》（PlayStation版：1999年6月24日）
  - 之後以廉價版的「カプコレ」在2001年2月22日再度發售。
- 《燃燒吧！正義學園》（街機版：2000年12月發行、Dreamcast版：2000年12月7日）
  - Dreamcast版之後，以廉價版「ドリコレ」在2003年9月11日再度發售。

### 私立正義學園 英雄軍團
第一代的《私立正義學園》中，除了同一間高中的角色外並不能選擇其他角色擔任夥伴，必須要在「時效解除系統」中累積一定遊玩時數後才能自由選擇角色。然後在選擇各角色的故事模式時才能看到同樣高中的其他兩名成員（不能選同樣角色以及素顔晶還有櫻）。本作還有故事分歧系統，根據你在特定舞台的戰鬥，會讓故事有不一樣的發展和結局。
PlayStation移植版是由「街機版」和「Evolution disc」兩款版本組成。並且兩個版本的隱藏人物都能在一開始選擇。另外增加了新角色以及追加了一些女性角色的服裝（有體育服日向和私服響子等）。
街機版
移植版大部分上是直接重現街機的版本。全部角色都有故事模式。不過家用版追加的角色並沒有專屬的故事模式，只有結尾存在。
Evolution disc
為了更適合家用版而再度調整對戰平衡。將街機版一部份的輸入連續技取消掉（例如不能以輕腳發動熱血連續始動技）並且還進行更動。另外也把街機版的故事模式刪除掉，取而代之的是使用自創人物遊玩戀愛故事的原創戀愛模式，並且還能夠在第二代「熱血青春日記」中使用。

### 私立正義學園 熱血青春日記2
出現再PlayStation所發售的系列作品中。可以被稱作是前作PS版「Evolution disc」的續集。「熱血青春日記」在內容中更加擴張並且還追加兩名新角色。

### 燃燒吧！正義學園
畫質大幅提升，並且還增加能選擇三名角色組隊的組隊模式。不但能使用三人同時攻撃的「正義和勇氣的友情技」。還導入了能在被敵人的友情技攻擊同時向同伴呼救的「友情技反擊」。
本作被移植到Dreamcast版，並且還追加了小遊戲版本的「燃燒吧! 熱血青春日記」。

## 遊戲系統
是多邊形的3D格鬥遊戲，在戰鬥的場地中並沒有高低差的設定也沒有作為邊線的牆面。但在《燃燒吧!正義学園》中，有一部份場地有宛如天花板的存在。角色的移動雖然是以前進、後退、跳躍等為軸心移動，但整體內容較接近於2D格鬥遊戲系統。
在遊戲開始時能選擇（《燃燒吧！》中能選3人）兩名角色組隊參戰。通常以主要角色來戰鬥，當需要更換另一名角色進行戰鬥時則能在第一場戰鬥結束後決定要是否更換。戰鬥中能使出華麗的「完全燃焼攻擊」、將對手打上空中的連續技「浮空傳導技」、兩人協力技「愛和友情」以及三人協力技「正義和勇氣」另外還導入了「VS.系列」的要素。

### 熱血青春日記
在PlayStation版中收錄的模式中主要以「熱血青春日記」為主、這是混合對戰格鬥以及養成遊戲起來的模式。玩家能自行輸入角色的名字、性別、出生年月日，然後成為正義學園的學生並以一年的時間進行培養。另外這模式也有訓練模式，讓玩家能夠從基本的操作慢慢學到實際戰鬥的應用。接著還有各種的試煉和定期考試，結果將影響到能力的高低以及能否能學到新的技巧。此外還有加入戀愛遊戲的模式、當你培養的角色與其他的角色的友情升溫時、會因為場合和性別的不同而發展成戀愛的關係。除了煙火大會和運動會外、還能夠參與情人節活動。自己創作的角色也能在其他模式使用。本作因為加入這種模式而身受好評，所以作為原創續集的「熱血青春日記2」也因此在PlayStation上發售。
Dreamcast版中有變更相關系統‧以學園祭為舞台的身份在「燃燒吧！熱血青春日記」中登場。能夠四人對戰（玩家不足的話，會有電腦加入）。改以大富翁的模式在正義學園的教室內穿梭、並能學習到新的必殺技以及提升能力值。如果玩家在同一格的話，會變成以能力值進行決勝的「決鬥」、獲勝的話就能奪取輸家的東西。同時能夠在與途中遇到的登場人物一起行動，在決鬥時這些角色會給予玩家聲援和支持。另外一邊享受大富翁模式的對戰一邊培養好感度的要素依然健在。除了增加必殺技外，也會依據玩家練習的程度和養育度而取得這些必殺技。該模式中全部角色都以二頭身的方式呈現、決鬥事件時則是以彷彿小孩子相互打架的搞笑方式呈現。最後會展開由電腦操作的淘汰賽，獲得優勝的話則能夠離最後的勝利邁進一大步。

## 登場人物、高校

### 太陽學園高校部
在本作中通稱為「太陽學園」（たいようがくえん）。被豐富的綠意包圍的學校。有國中部和高中部，有一半學生會從國中部直接升學，另一半學生則是透過考試進入高中部就學。比起考試和成績，學校更重視的是面試時的評價。
校內總是充滿活力。還有一個特徵是有許多的熱血型的學生・教師。但除此以外，學校行事曆以及施設方面都和普通的高中沒什麼兩樣（但是禁止學生打工）。不過和太平洋高中一起舉辦的運動會「太Ｐ戰」中會有讓人驚奇的盛大規模。
一文字伐（Ichimonji Batsu，声：檜山修之）
本作主角，是名熱血漢子。個性急燥但擁有很強的正義感，並且相當重視友情。敬重自己的母親。雖然不擅長讀書，但運動神經方面卻是一流的。擅長拳擊，在氣條到達一定的程度時會發射出強而有力的武器。
燃燒伐（Burning Batsu）
在伐與父·忌野雷蔵一起修行時所鍛鍊出來的能力。只要喚醒埋藏在內心深處的熱血，不但會讓自己的肉體，甚至在精神方面上都會有巨大的成長。使用時對敵人造成燃燒的效果，如果到達某種程度時還能從原本的氣功波變成氣功光束砲。在《燃燒吧！正義學園》中登場。
若葉日向（Wakaba Hinata，声：半場友惠）
和伐是同學。有著會讓人感到愉快的性格。擁有格鬥方面的天賦，是名文武雙全的天才少女。格鬥技方面是以函授教育學習。運動神經相當發達，經常會有各運動社團的人請她幫忙。
鑑恭介（Kagami Kyosuke，声：千葉一伸）
性格帥氣。雖然是風紀委員，卻有著一頭茶色的頭髮並且穿著白色的學生服。是雹的雙胞胎弟弟，與伐則是表兄弟。動作華麗，主要以手刀和踢技進行鬥。另外還擅長插花，所以他會以擅長的手刀來剪切花草。廣播劇中，有因為對自己的自戀而在家裡裝鏡子來觀賞自己的橋段。
本系列中，是唯一以玩家角色的身份出現其他對戰型格鬥遊戲的角色，在《CAPCOM VS. SNK 2》中，對於與他性格相似的《二階堂紅丸》會有一些充滿對抗氣息的台詞。然後在三人協力技「ファイナルシンフォニー-Remix-」中與伐和日向一起登場。
委員長（Iincyo，声：豐口惠）
就像他的名稱一樣，是伐班上的班長。但本名不明。是個一位責任感強而且有著呆毛的女學生，雖然懂一些戰鬥技巧，但等級遠遠不及日向等人（因此他是全角色中唯一無法使用氣功技的角色）。不過對於敵人說教造成傷害的本事卻相當高強。從初代開始登場，在《燃燒吧！》中也以玩家角色身份登場。
響蘭（Hibiki Ran，声：平松晶子）
隸屬學校新聞社。PS版《熱血青春日記２》新增的角色。為了追求勁爆新聞而在常常在校內四處採訪。有著稍微喜歡強迫人家的性格，但因為能讓受訪者不討厭他，所以也有許多朋友。除了使用相機拍照、丟報紙等攻擊技外就沒有其他的招式。在《燃燒吧！》中會使用紙折扇進行攻擊，另外她的造型也有著越來越誇張的傾向。在「ツープラトン返し」時，負責整個攻防狀況的實況報導。
根據《熱血青春日記2》的劇情，她是快打旋風系列的肯的粉絲。
熱血隼人（Nekketsu Hayato，声：山崎巧）
體育老師。是PS版初代《私立正義學園》的新增角色。特徵是穿著紅色運動服並手持竹刀。是名常會做出超越常軌的事情並且讓學生感到莫名其妙的熱血漢子，但他很會替學生著想。本作中，只有他才能強迫敵人一起做伏地挺身等招式。他的角色設定是由漫畫家島本和彦負責。原本出現在島本的漫畫《私立正義學園外傳》中，後來逆移植到家用版所使用的角色中。他在《燃燒吧!》中，為了調査「太Ｐ戰亂鬥事件」，因此與為了調查「雷藏襲撃事件」的老師‧英雄和響子一起合作並參與戰鬥。在「ツープラトン返し」時，負責解說(造成衝擊的角色?)整個攻防情況的工作。喜歡響子老師，但在正義學園的結局因為響子老師最後選擇英雄老師，所以在旁邊邊流著眼淚一邊大笑著祝福他們。

### 五輪高等學校
在遊戲中通稱為「五輪高中」（ごりんこうこう）。為了培養健全的運動青少年，所以實行從國中到高中六年一貫教育的學校。
因為是一間重視運動的學校，所以考試時以運動能力和素質為優先考量標準。其他則是以優厚的條件在全國網羅擁有優秀能力並且還是全國等級的國中選手。每年都有許多優秀的體育成就，另外還是一間光是高中學生就有1800多名數量的超規模高中。
澤村將馬（Sawamura Shoma，声：上田祐司）
隸屬棒球部。正義感強烈而且個性耿直剛強。不喜歡輸的感覺。在「燃燒吧！」中，因為桃的策略，而間接的成為九郎的棋子。對於自己的矮小的身材有特殊的情結，也不喜歡牛奶。與夏是從小到大的青梅竹馬，雖然老是和她拌嘴但實際上很喜歡她。戰鬥風格是以特大號的鐵製球棒進行攻擊或使用分身魔球・殺人滑球等相當暴力的招式，角色招式則是致敬魔投手的番場蠻。
鮎原夏（Ayuhara Natsu，声：津野田成美）
隸屬排球部。因為身高和活潑的個性而廣受女孩子歡迎，不過本人卻很在意自己的身高。與將馬是青梅竹馬而且老是吵嘴，但都隱約的對彼此有好感。除了擁有使出殺球的技能外，也擅長來自於接球的追擊。
羅貝多·三浦（Roberto Miura，声：森川智之）
隸屬足球部。擁有四分之一的巴西人血統。擁有比賽時會相當熱情，平常則是非常冷靜的個性，當將馬和夏吵架時則成為他們的和事佬。在隊中擔任守門員的位置。第一代的結局時因為與正義學園的亂鬥而弄傷手腕，於是改當前鋒。興趣是收集空氣槍，特技是射擊（不過沒有用過實彈）。除了踢球攻擊技外還有一直用腳接踢敵人的連續技，另外還會使用只有足球部才會的倒掛金勾攻擊技。
輕井澤桃（Karuizawa Momo，声：佐久間玲）
隸屬網球部。扮相天真清純的少女，實際上是暗黒學生會的成員，並且依照九郎的指示接近將馬，企圖要趁機造成將馬與夏失和，但到了後面卻愛上將馬。性格相當腹黑。格鬥風格除了會用球拍進行拍球攻擊外，還會從空中以 "Giant Swing Music" 突擊對手來打飛對手等多彩多姿的招式。在《燃燒吧！》中登場。
波川流（Namikawa Nagare，声：三木真一郎）
隸屬游泳部。雖然個性善良好人但卻經常面無表情，讓人無法猜透他的想法。但他在進入水中時，不但會性格大變甚至表情也會跟著變得相當銳利。經常穿著競賽用的泳褲和泳帽。會在空中用游泳突擊和突然開始使用人工呼吸的攻擊技，然後如果選擇對敵人使用ツープラトン技時，會出現他和另一名隊友與敵人一起跳水上芭蕾造成傷害的畫面。另外他和將馬的哥哥‧修一是從小到大的好友。在《燃燒吧！》時已經進入大學就讀。

#### 五輪體育總合大學
遊戲內通稱「五輪大學」（ごりんだいがく）。在《燃燒吧！》中，是新設立的大學。學校不但培養著運動選手，並且將視野擴展到培養體育博士和教練。除了正規的體育科系外，還有運動醫學系和運動生理系。流與將馬的哥哥‧修一則是一起進入這間大學就讀。
波川流（Namikawa Nagare，声：三木真一郎）
從五輪高中畢業後，就進入五輪大學並且擔任高中部的游泳教練。除了運動服上的校徽有改變外，個性和外表都沒有其他變化。

### 太平洋高中日本分校
遊戲內簡稱「太平洋HS」。是所謂的美式學校。這個學校的腹地蓋有購物中心、游泳池、電影院和咖啡館等設施，與其說是一間學校不如稱之為一座城市。入學者非常多都是美國上流社會的孩子。
羅伊·布羅姆威爾（Roy Bromwell，声：置鮎龍太郎）
屬於美式足球部。不但頭腦很好也相當有錢，甚至在校內或美式足球對都有著明星般的存在和地位。由於爺爺以前和日本作戰時受了重傷而相當討厭日本，但在一代後改變想法，和伐他們成為朋友。使用著拳擊的突刺連續攻擊和重擊來戰鬥。國籍是美國。
在第一代《私立正義學園》的結局有看到他後來成為了美國總統。然後在《卡普空VS. SNK 2》的恭介在對決泰瑞·柏格並且勝利時，會對他說出専用的勝利台詞「想到海外的一名朋友」，所以一般認為他是想到了羅伊（因為羅伊和泰瑞都有相似的招式）。
蒂芬妮·羅德斯（Tiffany Lords，声：楢橋美紀）
屬於啦啦隊部。是名爆乳美女，喜歡穿著非常暴露的服裝。有著爽朗的個性但卻容易感到孤獨。喜歡著羅伊。使用著回轉跳躍和一邊跳動一邊攻擊的招式。國籍是美國。
波曼·戴爾加多（Boman Delgado，声：長嶝高士）
外表看起來雖然相當強悍、實際上卻是名虔誠的基督徒並且有著紳士般的性格。興趣是喜歡當一名幫助別人的志工。不喜歡暴力和鬥爭，如果在不得不戰鬥的場合會說出「神啊，請原諒我。」等希望得到上帝准許的台詞。出生在不甚富裕的家庭，是三人中唯一還在學校的人(其他二人都回到美國)。使用著拳擊等打撃技。國籍是美國。
第一代《私立正義學園》的結局，當羅伊和蒂芬妮都回到美國時，只有他一個人還留在日本

### 外道高等學校
遊戲內通稱為「外道高校」（げどうこうこう）。簡稱「外高」。原來的校名是「男道高等學校」。是建立於工業地區的中心、因為周邊的工廠都已經廢置，使得學生數驟減。結果造成全國的不良學生都進入此校。校内常常漂散著一觸即發的氣氛，學生與附近河邊其它學校的學生打架更是家常便飯。後來在醍醐轉學到這裡後，讓校內學生不但能好好上課並且都能夠謹守紀律。甚至校內也看不到有人在喝酒或抽煙。而位於校門前的「やまぶき商店」的店主婆婆更是治癒學生內心的存在。因此這家店從來沒發生過任何一次竊盜事件。另外因為學校沒有餐廳，所以這家店也是全校的食物來源。校舎鄰接著少年觀護所，因此只要有學生鬧事都會被送進去。
風間 醍醐（Kazama Daigo，声：山寺宏一 、大塚明夫《燃燒吧!》）
外道高校的總番長。轉學進入已經墮落的外道高中，在進入後短時間內讓學校整個改觀，完成讓全校學生能好好上課的偉大成就。是名堂堂正正而且性格大膽的人物，並且還受到小弟們的仰慕。實際上是個愛好甜食的人，但是他吃甜食時會躲起來自己吃，不讓小弟們看到。使用正拳和踢擊戰鬥。左眼的傷痕是和忌野 雹戰鬥時所受的傷。
在第一代結束後，因為自己遭到過洗腦的關係，所以為了重新緞練自己，而出發進行長時間的旅行。但是因為這個後遺症，而在修行時再度遭到霧嶋 九郎的洗腦，成為暗黑學生會的棋子。
在街機版的《私立正義學園》中只在結局時出現他的身影，在PS移植版中則以玩家角色的身份參戰。在角色選擇畫面中雖然沒出現他的臉，但是移到畫面外時就能選到他。
在第一代《私立正義學園》是三年級生，第二代《燃燒吧！正義學園》也還是三年級，與流對戰時，如果輸的話會被他說「明年就二十歲了吧？」，因此推測他還是繼續被留級。
瘋狂醍醐（Wild Daigo）
受到洗腦而暴走的醍醐。勉強能認識晶和榮二他們。但卻有著破壞一切的衝動，所以對於對手會施以嚴重的攻擊。在ツープラトン攻撃時能叫出這位瘋狂醍醐，自己也會因為和他的牽連而受到損害。在《燃燒吧！》中登場。
山田 榮二(簡稱：榮二)（Yamada "Edge" Eiji，声：山田義暒）
特徵是留著一頭像是掃把的頭髮。雖然是個不良少年，不過個性卻相當親切。但是生氣起來時可是六親不認。如果被人叫本名的話，會非常憤怒。擅長投擲小刀來攻擊敵人。
與父母和姐姐住在一起，全家包括榮二都能算是不良仔，可說是一個相當強悍的不良家庭。擅長玩快打旋風III，使用角色是亞歷克斯（Alex）。
在《卡普空 VS. SNK》中以背景角色登場。
風間 晶（Kazama Akira，声：手塚千春）
全身穿著機車裝的轉學生。自稱「醍醐的弟弟」。常常穿著安全帽，無法看到他的臉。追查哥哥的行蹤。性格好戰且不多言。使用格鬥技為功夫，有許多的輸入追加技。在《燃燒吧！》中，轉學到聖純女學院。
素顔晶
這個有著平常面貌的女高校生正是醍醐的妹妹。本來是名溫柔而且有點軟弱的少女。招式則和戴著安全帽的她一樣。然後戴安全帽時，名字是用片假名「アキラ」、素顔時則是用平假名「あきら」。
石動 岩（Isurugi Gan，声：長嶝高士）
屬於相撲部（但是個幽靈社員）的巨人。有著重視人情的性格。另外食欲旺盛而且喜歡吃飯團。穿著鐵木屐（第一代時用木屐）並且講著一口九州腔。有著不像是高校生的身材和怪力，並且擅長連續巴掌的招式來造成敵人巨大的損害。
是大家庭的長男，因為要照顧許多的弟弟妹妹而意外的展現出他喜歡小孩的一面。

### 聖純女學院
在《燃燒吧！》中所追加的新高校。是一所女子學校，大多數是由上流社會的大小姐進入就讀。不過學校有著落後時代的校規，除了是住宿制外，還有連學生在平常的假日要回家時都得要提出許可證的校規。學校建立在四周遭到海水包圍的孤島上，目的是防止學生逃走。在校内有著一個很大的噴水庭園。另外校內的櫻花也相當美麗。
風間 晶（Kazama Akira，声：手塚千春）
從前作的事件後轉學到聖純女學院。因為改變了自己軟弱的個性而成為正義感十足的女性。以最初的原貌來作戰。招式和一代時的原貌版一模一樣。
強力晶
為載上醍醐所贈予的安全帽的晶。招式和第一代《私立正義學園》的安全帽版一樣（校徽是外道高校）。當成為安全帽狀態時，性格會變的相當好戰。
姫崎 葵(簡稱：崎)（Himezaki "Zaki" Aoi，声：折笠愛）
原本是率領5000人部下的女暴走族老大。但在家族和親戚的強迫下，而進入聖純女學院。雖然嘴巴很壞但相當純情並很重視人情義理。使用鐵鎖攻擊。和榮二一樣很討厭別人叫她的本名。
霧嶋 百合香（Kirishima Yurika，声：潘惠子）
特徵是留著一頭大大的捲馬尾髮型。性格非常溫柔而且軟弱。有著和音樂有關的天賦。實際是暗黒學生會的一員，並且是九郎的姐姐，卻一直無法阻止弟弟的野心。使用著小提琴並且將彈奏的音符具體化來攻擊敵人。

### 正義學園
一所超級傑出的學校，採住宿制。教育方針是「擁有健全的肉體和精神並且培養出優秀的能力」。上課形態會隨著個人能力而有所不同並區分成Ａ班到Ｊ班。另外制服也會隨著等級不同而有不同設計。學生們的制服上都被設置一台訊號機，以便監視學生。在學校內過著正規的生活被視為是一種義務，另外直到畢業前都不能回家。
忌野 雹（Imawano Hyo，声：鹽澤兼人）
校長忌野雷藏的養子和學生會長。學園的實際支配者，也是恭介的雙胞胎哥哥。以日本幕後的首領身分而暗中活躍著。一代過後改邪歸正，將學園主權歸還給校長雷藏並且與恭介和解。使用武士刀並以多元的劍術戰鬥。在《燃燒吧！》中，會變身為惡魔雹與主角們戰鬥，被擊敗後，與父親的怨念及自己的野心一同消失在燃燒中的正義學園。
為雹配音的鹽澤兼人，在幫《燃燒吧！正義学園》錄音完成的一週後隨即過世，因此在選擇太陽學園時的結局被認為是對他的最後致致。
惡魔雹（Demon Hyo）
由於寄宿於愛刀上的父親（忌野 霧幻・已過世）的怨念暴走的關係，因此讓他的內心和身體都遭到占據並讓他的力量大大超越一般人的想像。
霧嶋 九郎（Kirishima Kurow，声：島田敏）
為了消滅忌野一族而不斷從裡社會派出刺客來攻擊他們。表面上是正義學園的一名學生。但實際上是為了自己的野心而暗中活躍著。自己組織暗黑學生會並率領著百合香和桃一同活動。雖是百合香的弟弟，但卻看不起姐姐。繼承霧嶋流，會以其金屬勾爪撕裂敵人。在《燃燒吧！》中登場。是整起事件的元兇，後來遭到雹的攻擊而身受重傷，但之後從醫院逃走而行蹤不明。
偽伐
是偽裝的伐。真正的身份是九郎。使用著伐和九郎合併的招式。在《燃燒吧！》中登場。
島津 英雄（Shimazu Hideo，声：水鳥鐵夫）
國語教師。是個不會讓人看上一眼的普通中年男性，不過實際上卻是島津流空手九段的高手。特徵是穿著護肩。會成為老師動機是因為不想繼承家裡的道場（討厭鬥爭）。擅長做家事。雖然有點嚴厲，但卻是名善於傾聽學生的好老師。愛慕著響子老師，在《燃燒吧！》的結局中終於正式與響子成為一對戀人。使用著與《快打旋風》的隆相似的招式。外表的原形則是來自於宮崎駿（宮崎縣位於以前的島津藩）。
水無月 響子（Minazuki Kyoko，声：三石琴乃）
保健教師。外貌是戴著眼鏡，一頭長髮並且穿著白色醫生袍的美人，原來是某大學醫院整形外科的助手。不擅長做家事。對於英雄老師抱持著好感。在《燃燒吧！》的結局與英雄終於正式成為一對戀人。使用著以她的美腿為攻擊武器的足技和以關節技來攻擊對手的招式。
忌野 雷藏（Imawano Raizo，声：西村知道）
校長。伐的父親。遭到雹的洗腦而受到他的控制。不過他原本的個性是個責任感很強並且會考慮到學生的好老師。擁有不像人類的巨大身體，因此又有個綽號叫作「猛獸校長」。以金屬製的爪子和他的怪力戰鬥。在《燃燒吧！》中，受到九郎攻擊而受傷，所以無法參與戰鬥。因此他一部份的必殺技也被使用爪子攻擊的九郎繼承。選擇正義學園時的結局中能看到他躺在英雄的旁邊病床上。

### 玉川南高等學校
在遊戲內通稱「玉川南高校」（たまがわみなみこうこう）。除了校徽以外，整個詳細情況不明。但能知道是《快打旋風ZERO》的神月 花梨和千歲 惠所就讀的學校。校舎在本作並未登場，在《快打旋風EX PLUS α》中這個學校的腹地以戰鬥舞台的身份登場。另外在漫畫《格鬥少女·櫻》有著是所男女同校的學校的描寫。
春日野 櫻（Kasugano Sakura，声：笹本優子）
在《快打旋風ZERO》系列中登場。和日向與夏不但是朋友也是一起吃蛋糕的夥伴。不過在《燃燒吧！》中並未登場。在本系列中血型改為O型。

## 《正義學園》的角色們有登場的其他作品
《卡普空VS. SNK 2 百萬格鬥2001》
鑑恭介以玩家角色的身份登場。另外在Super Combo《Final Symphony -Remix-》一文字伐和若葉日向也會登場和恭介一起進行攻撃。
《南夢宮X卡普空》
島津英雄和水無月響子一起登場。
《SNK VS.卡普空 激突卡片鬥士們》
多數角色和兩家公司的全作品都有登場。
《龍之子VS.卡普空》
一文字伐以玩家角色的身份登場，另外該作結局中忌野雷藏以及鑑恭介和若葉日向(僅以背影形式)也有登場。
《穿越領域計畫》
一文字伐以支援單位登場。
《快打旋風V》
風間晶以第五季DLC追加角色登場，風間醍醐以V板機技1-男人的背後、CA技-協奏氣功塊的支援角登場，勝利畫面是風間兄妹的互動演出。
另外，在3D格鬥遊戲《Capcom Fighting All Stars》伐和晶原本預定以玩家角色的身份登場，不過之後遊戲卻中止開發而告終。

## 主題曲
《熱烈鼓動（熱き鼓動）》PS版『私立正義學園』OP
《未來的去向（未来の行方）》PS版『私立正義學園』ED
歌：尾藤功男
此曲並搭配原創動畫影片並於遊戲本作收錄
1998年7月23日由索尼音樂發行收錄此2曲的單曲

## 外部連結
- 私立正義學園 （页面存档备份，存于）
- 私立正義學園 熱血青春日記２ （页面存档备份，存于）
- 燃燒吧！正義學園 （页面存档备份，存于）